# Metepeira petatlan
Metepeira petatlan är en spindelart som beskrevs av Piel 200. Metepeira petatlan ingår i släktet Metepeira och familjen hjulspindlar. Inga underarter finns listade i Catalogue of Life.